# Абу Сулейман аль-Хаттаби
Абу Сулейман Хамд ибн Мухаммад аль-Хаттаби (араб. ابو سليمان حمد بن محمد الخطابي‎; июль 931, Лашкаргах — апрель 998 или 998, Лашкаргах) — шафиитский хадисовед, который также был писателем, филологом и лексикографом, но особенно прославился своими сборниками хадисов.

## Биография
Его полное имя: Абу Сулейман Хамд ибн Мухаммад ибн Ибрахим ибн Хаттаб аль-Хаттаби аль-Бусти аш-Шафии. Родился в июле 931 года в Бусте (совр. Афганистан). Его имя Хамд было изменённым именем Ахмад. Аль-Хаттаби сообщили, что он был потомком Зейд ибн аль-Хаттаба, брата второго халифа Умара ибн аль-Хаттаба, но эта генеалогия была противоречивой. По другим данным прозвище Аль-Хаттаби берёт свое начало от имени его деда Хаттаба. Нисба аль-Бусти означает, что он родом из города Буст (ныне Лашкаргах).
Точных исторических данных о детстве и юности имама аль-Хаттаби нет. Упоминается лишь то, что он родился и вырос в образованной и богобоязненной семье. Аль-Хаттаби зарабатывал на жизнь в качестве торговца. Путешествия, которые он совершал с целью приобретения знаний (таляб аль-ильм), вели его через различные исламские страны. Помимо Багдада, где он долгое время оставался, и Басры, он посетил Мекку и Нишапур. Достиг высокого уровня знания, особенно в области хадисоведения и арабского языка. Изучал шафиитский фикх у Абу Бакра аль-Каффаля аш-Шаши и Абу Али ибн Абу Хурейры. Среди его учителей в фикхе, хадисе и других науках были такие учёные, как Абу Саид ибн аль-Араби, Исмаиль ибн Мухаммад ас-Саффар, Абу Бакр ибн Даса, Абу ль-Аббас аль-Асамм и др.
Он провёл несколько лет, учась в Нишапуре, но позже начал преподавать сам. Среди его учеников были: аль-Хаким Абу Абдуллах, Абу Хамид аль-Исфарайини, Абу Зарр аль-Харави, Абу Наср Мухаммад ибн Ахмад аль-Бальхи, Абу ль-Хусейн Абду-ль-Гафир аль-Фариси и др. Его основным научным интересом было хадисоведение и фикх. К концу своей жизни он склонился к суфизму и вошел в Рибат около Бюста на берегах Хильменда. Умер там же в апреле 998 года (рабиу аль-ахир 388 года по хиджре).

## Взгляды
Аль-Хаттаби был традиционалистом и очень критиковал калам и его последователей. Его негативное отношение к каламу можно увидеть, среди прочего, из названия его несохранившейся книги: аль-Гунья ан аль-калям ва-ахлихи («Распространенность калама и его последователей»). Аль-Хаттаби предупреждал прежде всего о тех, кто использует калам без необходимых знаний.
Токатли показал, что комментарий аль-Хаттаби к Сахиху аль-Бухари на самом деле является полемикой против последователей калама. В своем предисловии к этой работе аль-Хаттаби оспаривает обвинение ученых-мутакаллимов в том, что традиционалисты передают хадисы, не понимая их, тем самым практикуя таклид. У него были сомнения относительно сборника хадисов аль-Бухари, потому что он полагал, что с их многочисленными хадисами, которые имели отношение к образу Бога в человеке, они выступали в качестве аргументов на стороне последователей калама, которые, таким образом, могли обвинять традиционалистов в антропоморфизме (ташбих). В своем комментарии к сборнику аль-Хаттаби специально выбирал те хадисы, которые поддерживали антропоморфные концепции и пытался опровергнуть их антропоморфное содержание. С этим намерением его работа близка к Китаб тавиль мухталиф аль-хадис Ибн Кутайбы.

## Сочинения
Из двенадцати работ, написанных аль-Хаттаби, девять сохранились в рукописях. Шесть из них в настоящее время опубликованы:
- Гарибуль хадис — сборник редких преданий, которые не встречаются у Абу Убайды аль-Харави или Ибн Кутайбы;
- Маалиму с-сунан фи сунани Аби Дауд («Руководство по Сунану») — самый старый и самый важный комментарий к Сунану Абу Дауда, в современных печатных изданиях включает в себя четыре тома;
- А’ляму ль-хадис — самый старый комментарий к сборнику хадисов Сахих аль-Бухари. Аль-Хаттаби ясно говорит в своем предисловии, что он предпочитает Сунан Абу Дауда и сборники аль-Бухари и Муслима[5];
- Исляху галяты ль-мухаддисин — книга, которая исправляет неправильно переданные выражения учёными-хадисоведами;
- Китаб Сан ад-дуа — книга о мольбе и её месте в религии;
- Китаб аль-Узля — книга об уединении;
- Баян иджаз аль-Куран — трактат о неподражаемости Корана. Работа по своему содержанию очень похожа на работу Ибн Кутайбы Taʾwīl muškil al-Qurʾān[6];
- Шарху асмаи Лляхи ль-хусна — книга об именах Всевышнего Аллаха;
- Маарифат ас-сунан ва-ль-асар;
- Китаб аль-джихад;
- И’лям ас-сунан;
- Китабу ан-наджах;
- аль-Гунья ан аль-калям ва-ахлихи[1].

Все эти работы имеют предисловие (ḫuṭba), которое очень похоже по структуре и стилю. По мнению Себастьяна Гюнтера его работы отмечают переход в академической арабской литературы от «личной записи» к «обычной книге» с их планомерным оформлением и относительной замкнутостью подобно «авторским конспектам лекций».